# 弦楽のためのアダージョ
『弦楽のためのアダージョ』（げんがくのためのアダージョ、英: Adagio for Strings）は、サミュエル・バーバーが作曲した弦楽合奏のための作品である。作曲者の名前をとって『バーバーのアダージョ』ないし『バーバーのアダージオ』とも呼ばれる。

## 概要
元は、自身が作曲した『弦楽四重奏曲 ロ短調 作品11』の第2楽章を弦楽合奏用に編曲したものであり、また『アニュス・デイ』（英: Agnus Dei、神の子羊）という無伴奏混声合唱曲にも編曲された。
すすり泣くような旋律、中間部終わりの激しく突き上げる慟哭のようなクライマックスで知られる。
お使いのブラウザーでは、音声再生がサポートされていません。音声ファイルをダウンロードをお試しください。
なお、タイトルの『アダージョ』とは、楽曲に付けられた速度記号である。演奏時間は10分程度。
初演は1938年11月5日に、アルトゥーロ・トスカニーニ指揮、NBC交響楽団によって行われた。
また、DJのティエストによって編曲・アレンジが加えられた同名の曲も存在する。

## この曲を使用した例
アメリカでは、この曲が有名になったのは、ジョン・F・ケネディの葬儀で使用されてからである。そのため個人の訃報や葬送、惨事の慰霊祭などで定番曲として使われるようになったが、バーバー自身は生前「葬式のために作った曲ではない」と不満を述べていた。
日本においては、昭和天皇の崩御の際に、NHK交響楽団の演奏を放映した（他の曲目：バッハ「アリア」、ブラームス「交響曲第4番」）。

### 機会音楽としての使用例
- 第二次世界大戦後のGHQ占領下の日本での最初のラジオ放送
- ジョン・F・ケネディの葬儀
- アメリカ同時多発テロから1年後に行われたニューヨーク市でのニューヨーク世界貿易センタービル跡地での慰霊祭
- 東北地方太平洋沖地震に起因する東日本大震災後の、仙台フィルハーモニー管弦楽団による復興コンサート（第1回 2011年3月26日、仙台市内の寺院にて）での演奏

### 映画
- 『プラトーン』
- 『エレファント・マン』
- 『ロレンツォのオイル/命の詩』
- 『アメリ』
- 『恋に落ちる確率』
- 『ヒミズ』

### テレビドラマ
- 『ER緊急救命室』第Xシリーズ
- 『冬のソナタ』
- ドラマ『蘇える金狼』第9話
- 『生きるための情熱としての殺人』
- 山田太一ドラマ『終りに見た街』（2005年版）
- 『のだめカンタービレ』第8話
- 『華麗なる一族』（2007年版）最終回
- 『謎解きはディナーのあとで』最終回
- 『剣客商売』（藤田まこと版）第３シリーズ第４話、第４シリーズ最終話

### フィギュアスケート
- アリョーナ・レオノワ（ロシア・女子）2011-2012年シーズン・フリースケーティング
- ジェレミー・アボット（米国・男子）2014-2015年シーズン・フリースケーティング

### その他
- コンピューターゲーム『ホームワールド』
- コンピューターゲーム『銀河英雄伝説IV』
- William Orbit アルバム『Pieces In A Modern Style』。後にこの曲のフェリー・コーステンによるリミックスが流行した。